# 共進會

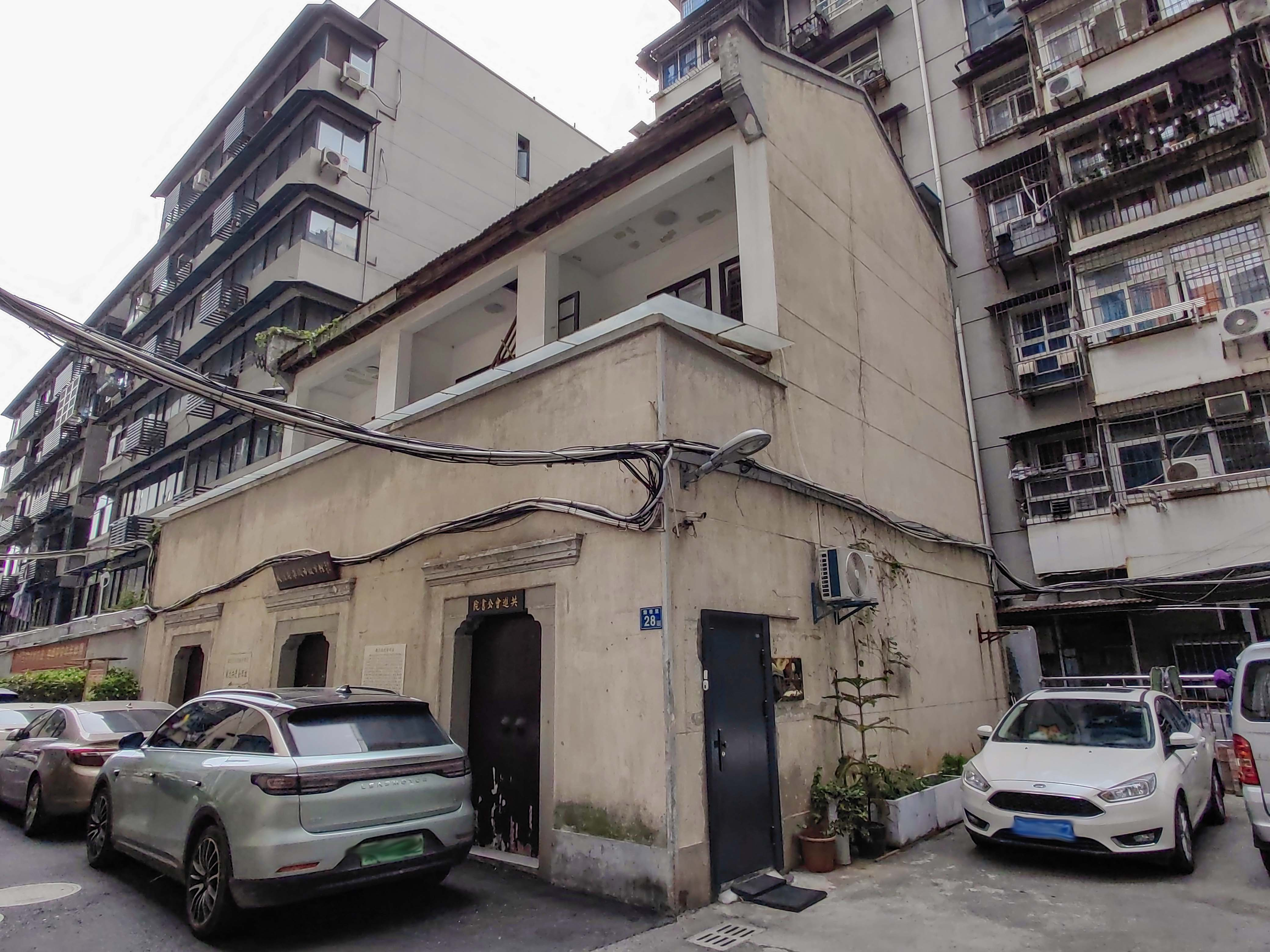
2001年原址重建的湖北汉口共进会旧址

共進會是清帝國晚期的一個革命團體，1911年与文学社发动了武昌起义。共進会的入会宣言中奉同盟會的孙中山、刘公、谭人凤、宋教仁为领袖。中国大陆官方资料认为前者是后者的外围组织，亦有学者认为两者是相互独立的组织、无隶属关系；部分学者认为前者和后者之间存在亲缘和离合关系，前者从后者分离后有着自己的纲领，并非在同盟会的部署下开展工作。

## 共进会成立
1905年兴中会、华兴会、光复会等团体联合成立中国同盟会，致力于“反满革命”和“建立民国” ，但随着内部的意见分歧，进而引发了其内部的权利斗争和分裂，形成以章太炎、刘师培、陶成章为首的江浙派；以孙文为首的广东派；以黄兴、宋教仁、刘揆一为首的两湖派。
根据当时参与组建共进会的吴玉章的回忆，他和焦达峰当时认为同盟会只顾着搞武装起义，忘了党工作，所以他们决定组成立一个组织全国所有会党都联合起来。1907年8月18日張伯祥、鄧文翬、焦達峰、孫武、劉公等主要人物，在日本東京，開會討論後正式成立了共進會。
当时参加共进会成立的有湖北、湖南、江西、四川、浙江、广东、广西、云南、安徽等省70多人。

## 目標及組織
该党宣言一部分如下：
呜呼！吾同胞苦于祖国沦亡，呻吟于异族专制之下，垂三百年矣。以四万万黄帝子孙神明华胄之多，而屈辱于区区五百万腥膻之鞑虏，其可耻可哀为古今天下笑，孰有过于此者，凡有血气皆当奋起，以雪此累世之深仇。此共进会今日成立的原因及其宗旨意义之所在也。其进者，合各党派共进于革命之途，以推翻满清政权光复旧物为目的，其事甚光荣，其功甚伟大，其责任亦甚艰巨也……
又1911年11月17日的《中西日报》，刊登了一份该会入会申请书，该宣言将同盟会纲领中平均地权改为平均人权：
中华民国湖北省□□府□□县□□□，今蒙□□□□□介绍，得悉军政府以驱逐满虏，恢复汉族，建立民国，平均人权为目的，愿入鄂部总会效力，听从派遣。所有一切规则，永远遵守，不敢违背。倘有违犯，听从罚办。谨祈本会参谋长宋教仁保送，本会总理长刘公承认，本部特别员谭人凤申报，军政府大总统孙中山注册。
介绍人□□□ 入会人□□□
通讯处 由□□转黄帝纪元四千六百〇九年八月□日具

## 發展
1908年年末共进会首领孙武回到武汉重组涣散的组织，而焦达峰又于9月回到武汉。1909年，两人建立在武汉建立共进会机关。又同盟会和共进会员居正此时在刘公养病后奉同盟会统筹部的之命，返回湖北参与工作。又孙武很快对秘密会社丧失信心，开始转向新军发展会员和盟友。并与群治学社建立联系。
1911年6月1日，在同盟会及各派诱导下，共进会与文学社同意合作。用了三个多月制订出合作的细节和成立一个联合指挥部。

## 与中国同盟会的关系
李天星认为，同盟会的领导原本对共进会并不了解，直到1911年3月，谭人凤到各地视察情况到武汉时，才与孙武、居正等人有所接触，並将其部分经费捐给共进会。从同盟会与共进会的革命纲领及目标、斗争策略和经费来源等方面看，共进会并非是同盟会的内部团体，两者之间除了“排满革命”这一目标共通外，共进会是一个独立于同盟会之外的自主的革命团体。
党德信认为，有五点原因认为他是同盟会领导下一个组织。第一，在1909年刘公养病后，共进会和同盟会会员居正奉同盟会统筹会之命回国回湖北参与工作。第二，1909年秋天孙武因从事革命活动被武汉巡警侦知，逃亡广州。在广州期间，孙武帮助共进会会员熊越山在广东起事，失败后孙武逃亡香港，经冯自由介绍入同盟会，之后“香港机关部与武汉党人通信不绝”。第三，汉口长青里的共进会总机关是黄兴出资800元资助建立。第四，1911年7月，宋教仁、谭人凤在上海建立同盟会中部总会，共进会曾派居正参与。同年9月，共进会和文学社曾派人到上海请“黄兴宋教仁来鄂主持大计”。第五，居正曾在1911年10月2日派吕志伊去香港请黄兴参与指挥。
辛亥革命先驱杨玉如、张难先亦认为共进会乃同盟会的分支。杨玉如记述道：张伯祥“始亦尝称总理，后因同盟会会员议决，凡属革命党员，只奉孙中山一人为总理，无论何党何派，均不得用总理二字，故改称会长。”张难先回忆说：共进会“并以同盟会之总理为总理，直同盟会之外府也。”
共进会创始人之一孙武，在1911年5月共进会、文学社第一次商议联合的会议上说：“我们共进会是同盟会的系统，直属东京本部领导，与各省都有联络。”